# أويلدال (كاليفورنيا)
أويلدال (بالإنجليزية: Oildale CDP, California) هي منطقة سكنية تقع بولاية كاليفورنيا في الولايات المتحدة. تبلغ مساحتها 16.920 كم2، وترتفع عن سطح البحر 143 م، بلغ عدد سكانها 32,684 نسمة في عام 2010 حسب إحصاء مكتب تعداد الولايات المتحدة وتصل الكثافة السكانية فيها 1,931.7 نسمة لكل كيلومتر مربع (5,003.1/ميل2).

## التركيبة السكانية
حدّد مكتب تعداد الولايات المتحدة بيانات التركيبة السكانية لأويلدال في تعداد الولايات المتحدة. في ما يلي، التركيبة السكانية حسب تعدادي 2000 و2010.

### تعداد عام 2000
بلغ عدد سكان أويلدال 27,885 نسمة بحسب تعداد عام 2000، وبلغ عدد الأسر 10,983 أسرة وعدد العائلات 7,082 عائلة مقيمة في المنطقة السكنية. في حين سجلت الكثافة السكانية 1,648 نسمة لكل كيلومتر مربع (4,268.3/ميل2). وبلغ عدد الوحدات السكنية 11,952 وحدة بمتوسط كثافة قدره 706.4 لكل كيلومتر مربع (1,829.6/ميل2).
وتوزع التركيب العرقي للمنطقة السكنية بنسبة 88.99% من البيض و0.34% من الأمريكيين الأفارقة و2.19% من الأمريكيين الأصليين و0.33% من الأمريكيين ذوي الأصول الآسيوية و0.06% من سكان جزر المحيط الهادئ و4.79% من الأعراق الأخرى و3.29% من عرقين مختلطين أو أكثر و10.14% من الهسبانيون أو اللاتينيون من أي عرق.
بلغ عدد الأسر 10,983 أسرة كانت نسبة 38.7% منها لديها أطفال تحت سن الثامنة عشر تعيش معهم، وبلغت نسبة الأزواج القاطنين مع بعضهم البعض 40.1% من أصل المجموع الكلي للأسر، ونسبة 17.7% من الأسر كان لديها معيلات من الإناث دون وجود شريك، بينما كانت نسبة 6.7% من الأسر لديها معيلون من الذكور دون وجود شريكة وكانت نسبة 35.5% من غير العائلات. تألفت نسبة 28.9% من أصل جميع الأسر من عدة أفراد يعيشون في نفس المنزل ونسبة 11.1% كانت تتألف من شخص يعيش بمفرده يبلغ من العمر 65 عاماً أو أكثر. وبلغ متوسط حجم الأسرة المعيشية 2.53، أما متوسط حجم العائلات فبلغ 3.11.
بلغ العمر الوسطي للسكان 32.6 عاماً. وكانت نسبة 29.5% من القاطنين تحت سن الثامنة عشر، وكانت نسبة 10% بين الثامنة عشر والرابعة والعشرين عاماً، ونسبة 28.7% كانت واقعةً في الفئة العمرية ما بين الخامسة والعشرين والرابعة والأربعين عاماً، ونسبة 19.6% كانت ما بين الخامسة والأربعين والرابعة والستين، ونسبة 12% كانت ضمن فئة الخامسة والستين عاماً فما فوق. يوجد لكل 100 أنثى 91.8 ذكر، ويوجد لكل 100 أنثى في الثامنة عشر من عمرها فما فوق 87.1 ذكر.
بلغ متوسط دخل الأسرة في المنطقة السكنية 27,041 دولارًا، أما متوسط دخل العائلة فبلغ 32,397 دولارًا. وكان متوسط دخل الذكور 31,514 دولارًا مقابل 21,715 دولارًا للإناث. وسجل دخل الفرد الخاص بالمنطقة السكنية 13,342 دولارًا. وكانت نسبة 17.2% من العائلات ونسبة 20.9% من السكان تحت خط الفقر، وكان من هؤلاء نسبة 27.2% تحت سن الثامنة عشر ونسبة 9.6% في الخامسة والستين من العمر وما فوق.

### تعداد عام 2010
بلغ عدد سكان أويلدال 32,684 نسمة بحسب تعداد عام 2010، وبلغ عدد الأسر 12,023 أسرة وعدد العائلات 7,926 عائلة مقيمة في المنطقة السكنية. في حين سجلت الكثافة السكانية 1,931.7 نسمة لكل كيلومتر مربع (5,003.1/ميل2). وبلغ عدد الوحدات السكنية 13,555 وحدة بمتوسط كثافة قدره 801.1 لكل كيلومتر مربع (2,074.8/ميل2).
وتوزع التركيب العرقي للمنطقة السكنية بنسبة 84.03% من البيض و0.78% من الأمريكيين الأفارقة و1.81% من الأمريكيين الأصليين و0.97% من الأمريكيين ذوي الأصول الآسيوية و0.09% من سكان جزر المحيط الهادئ و8.06% من الأعراق الأخرى و4.27% من عرقين مختلطين أو أكثر و19.28% من الهسبانيون أو اللاتينيون من أي عرق.
بلغ عدد الأسر 12,023 أسرة كانت نسبة 39.7% منها لديها أطفال تحت سن الثامنة عشر تعيش معهم، وبلغت نسبة الأزواج القاطنين مع بعضهم البعض 37.2% من أصل المجموع الكلي للأسر، ونسبة 19.7% من الأسر كان لديها معيلات من الإناث دون وجود شريك، بينما كانت نسبة 9% من الأسر لديها معيلون من الذكور دون وجود شريكة وكانت نسبة 34.1% من غير العائلات. تألفت نسبة 25.8% من أصل جميع الأسر من عدة أفراد يعيشون في نفس المنزل ونسبة 8.8% كانت تتألف من شخص يعيش بمفرده يبلغ من العمر 65 عاماً أو أكثر. وبلغ متوسط حجم الأسرة المعيشية 2.71، أما متوسط حجم العائلات فبلغ 3.23.
بلغ العمر الوسطي للسكان 31.4 عاماً. وكانت نسبة 28.8% من القاطنين تحت سن الثامنة عشر، وكانت نسبة 11.1% بين الثامنة عشر والرابعة والعشرين عاماً، ونسبة 27% كانت واقعةً في الفئة العمرية ما بين الخامسة والعشرين والرابعة والأربعين عاماً، ونسبة 23.1% كانت ما بين الخامسة والأربعين والرابعة والستين، ونسبة 10% كانت ضمن فئة الخامسة والستين عاماً فما فوق. وتوزع التركيب الجنسي للسكان بنسبة 48.7% ذكور و51.3% إناث.